# Pétur Gudmundsson
Pétur Gudmundsson (Islandia, 9 de marzo de 1962) es un atleta islandés retirado especializado en la prueba de lanzamiento de peso, en la que consiguió ser medallista de bronce europeo en pista cubierta en 1994.

## Carrera deportiva
En el Campeonato Europeo de Atletismo en Pista Cubierta de 1994 ganó la medalla de bronce en el lanzamiento de peso, llegando hasta los 20.04 metros, tras el ucraniano Aleksandr Bagach  y el yugoslavo Dragan Perić.